# Valerios Stais
Valerios Stais (em grego:  Βαλέριος Στάης; Kythira 1857 - Atenas 1923) foi um arqueólogo grego.

## Carreira
Ele inicialmente estudou medicina, mas depois mudou para arqueologia obtendo seu doutorado na Universidade de Halle (Saale) em 1885. Ele trabalhou para o Museu Arqueológico Nacional de Atenas a partir de 1887, tornando-se Diretor do Museu, cargo que ocupou até sua morte. Nesse período organizou ou participou em escavações em Epidauro, Argoli, Attica, Dimini, Antikythera e em outros lugares. Ele escreveu muito sobre assuntos arqueológicos, publicou vários artigos, principalmente no Archeologiki Efimeris (Αρχαιολογική Εφημερίς "Jornal arqueológico") e muitos livros.
Valerios Stais também se tornou o primeiro a estudar o mecanismo de Anticítera a partir dos pedaços de material arqueológico recuperados de um naufrágio encontrado perto da costa de Antikythera em 1900. Ele identificou que uma das peças tinha uma roda dentada embutida.

## Publicações (seleção)
- Ta ex Antikytheron heuremata: chronologia, proeleusis, chalkus ephebos. Atenas 1905
- Marbres et Bronzes du Musée national. Atenas 1907
- To Sunion kai hoi naoi Poseidōnos kai Athēnas. Atenas 1920